# Axvalls station

Axvalls station var en järnvägsstation i Axvall i Skara kommun. Stationen byggdes för Järnvägslinjen Lidköping–Stenstorp av Lidköping–Skara–Stenstorps Järnväg (LSSJ) och invigdes den 19 november 1874. Den militär övningsverksamheten på Axevalla hed gav upphov till betydande persontrafik redan från invigningen. Men behovet av att byta tåg i Stenstorp för resande till Skövde gav också drivkraften byggandet av Järnvägslinjen Skövde–Axvall. Ett oväntat kraftfullt stöd för den nya järnvägslinjen kom från fruarna till officerarna och underofficerarna vid Kungl Göta trängkår och Skaraborgs regementen. Det sades att deras herrar och män brukade trivas så bra på mötena i Axvall att de sällan kom hem under mötestiden. De skyllde ofta på de dåliga förbindelserna från Axvall till Skövde. 1899 bildades Skövde–Axvalls Järnväg och byggnationen av den nya linjen påbörjades år 1902. Efter en utdragen strid om att få ansluta den nya linjen till stationen så kunde linjen till Skövde slutligen invigas 31 mars 1904. Efter några år sålde Skara stad sina aktier i LSSJ till Västergötland–Göteborgs Järnvägar (VGJ). Från den 1 januari 1916 trafikerade VGJ mot arrende LSSJ men LSSJ kvarstod som ett eget bolag med VGJ som majoritetsägare. 
Skövde–Axvalls Järnväg (SAJ) köptes och införlivades i LSSJ 1935. LSSJ betydde därefter Lidköping–Skövde och Stenstorps järnväg.
LSSJ köptes tillsammans med alla VGJ-bolag av svenska staten 1948 och ingick därefter i Statens Järnvägars organisation. Den 28 maj 1961 upphörde all trafik på sträckan Axvall–Stenstorp. Den 1 september 1961 lades all trafik ner på sträckan Skara–Axvall. Sträckan Axvall–Stenstorp revs 1962, sträckan Skara–Axvall rev 1967.